# Aphyosemion chauchei
Aphyosemion chauchei és una espècie de peix d'aigua dolça de la família dels aploquèilids i de l'ordre dels ciprinodontiformes. Els adults poden assolir els 5 cm de longitud total. Es troba al centre de la República del Congo (Àfrica).